# ريتشارد بومان
ريتشارد بومان (بالإنجليزية: Richard Bauman)‏ هو عالم إنسان أمريكي، ولد في 1940.